# 法國—烏克蘭關係
法國和烏克蘭於1992年建立了外交關係。 自2006年以來，烏克蘭是法語國家及地區國際組織的觀察員。

## 歷史
2023年5月20日，時任烏克蘭總統澤倫斯基於2022年俄烏戰爭期間出席於日本廣島縣廣島市舉行的第49屆七大工業國組織會議，由法國政府出借行政專機搭載其前往。

## 國事訪問

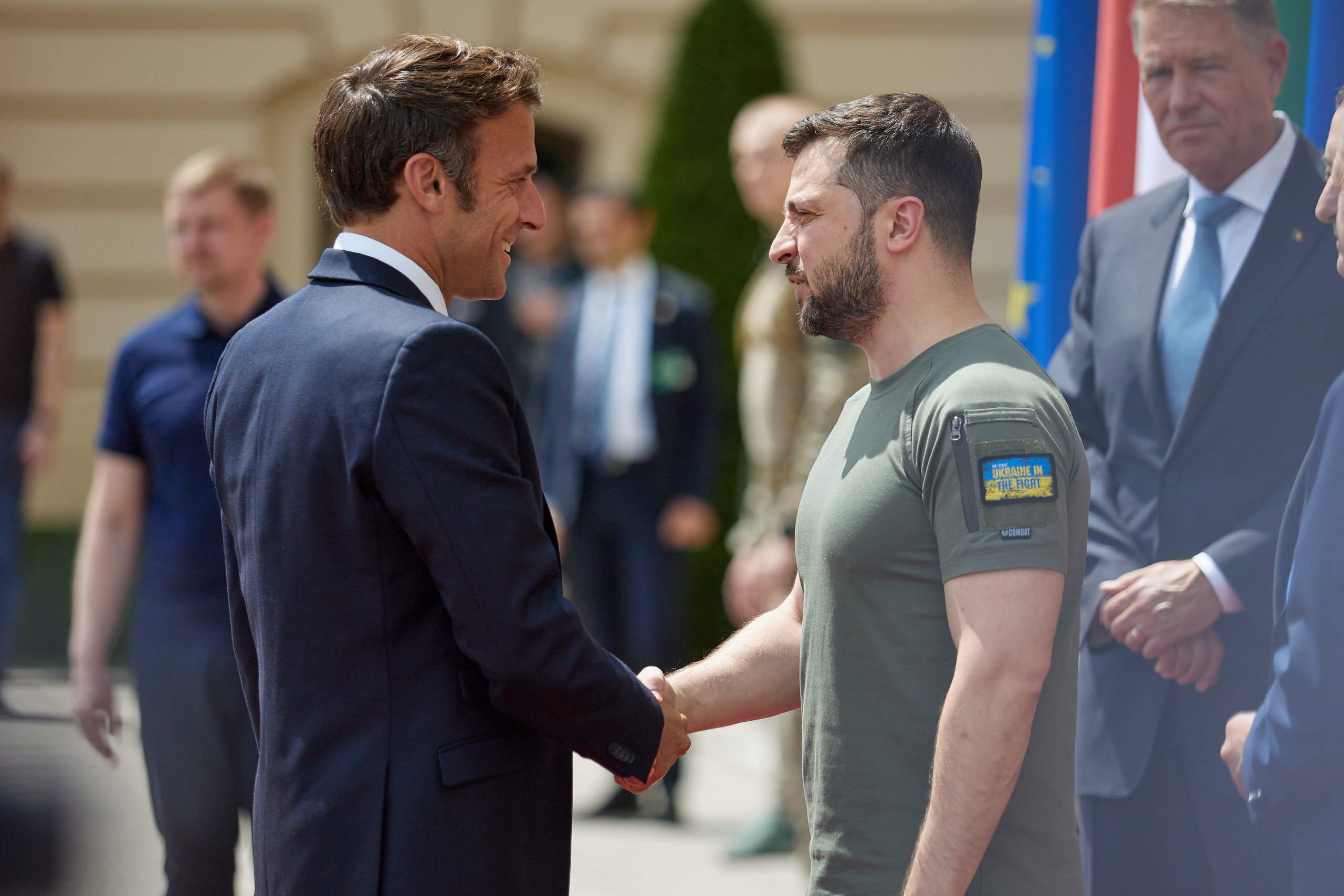
乌克兰总统弗拉基米尔·泽连斯基会见法国总统埃马纽埃尔·马克龙

1998年9月，法國總統雅克·希拉克對烏克蘭進行了國事訪問。
烏克蘭總統彼得·波羅申科於2017年6月26日對法國進行了國事訪問，會見了法國總統埃馬紐埃爾·馬克龍。 

## 經濟合作
在2017年的前六個月，兩國之間的貿易增長了15.2%。

## 軍事合作
2024年3月12日，法国国民议会表決通過法國政府与烏克蘭政府达成的為期十年的双边安全和軍事合作协议。

## 外交使團
- 法國在基輔設有大使館。
- 烏克蘭在巴黎設有大使館。

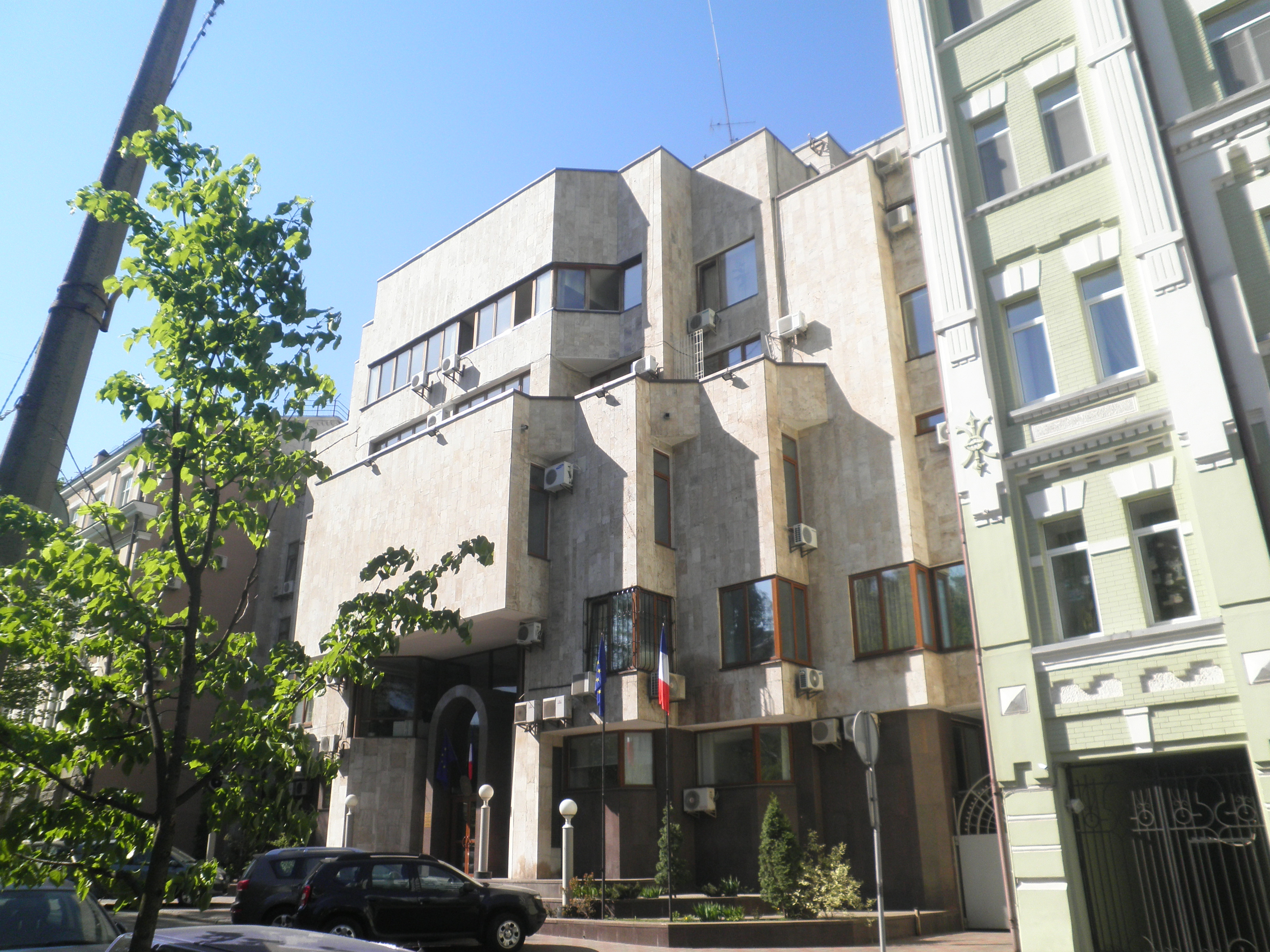
法國駐基輔大使館
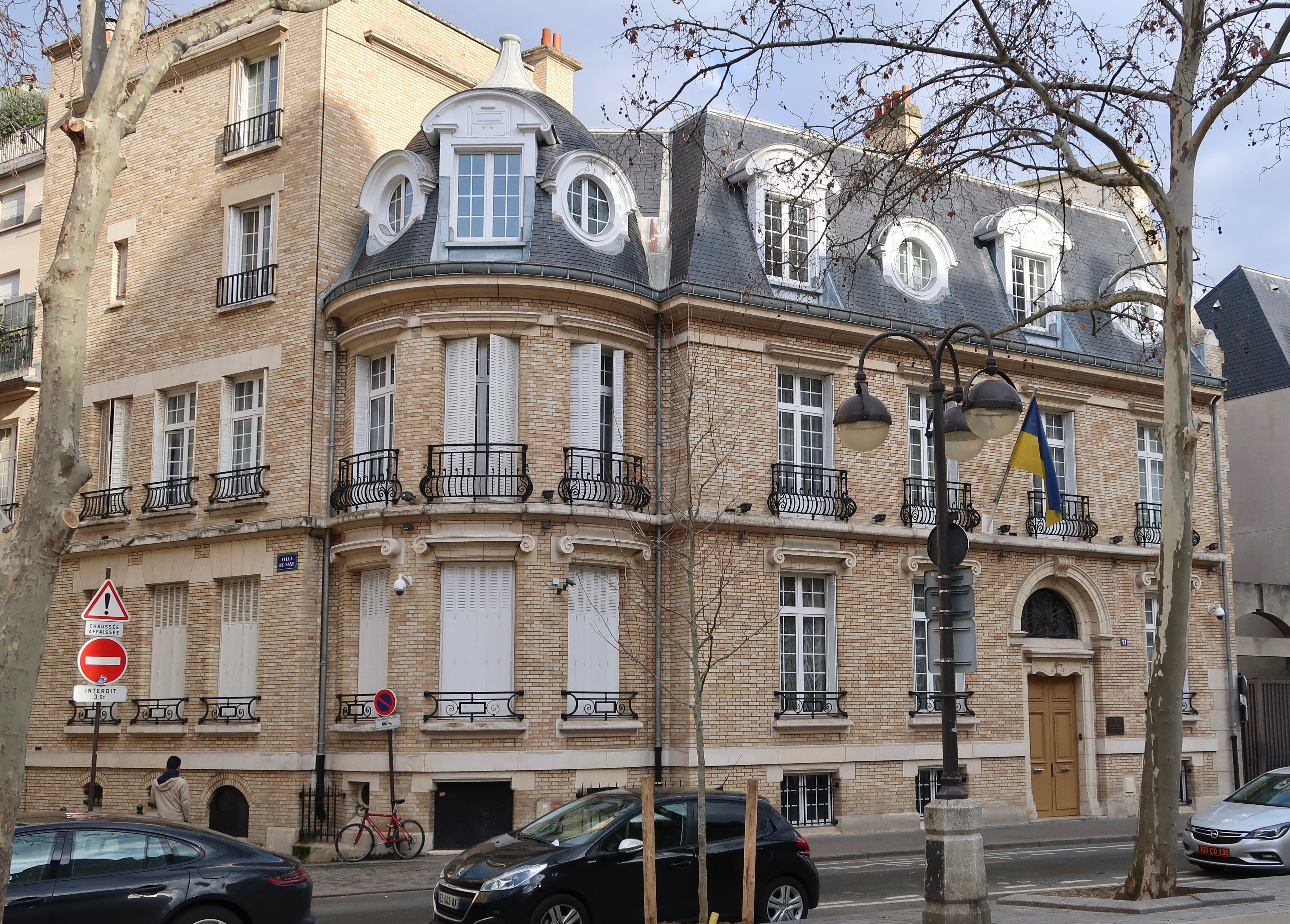
烏克蘭駐巴黎大使館